# امی ون نوستراند
امی ون نوستراند (به انگلیسی: Amy Van Nostrand) (زاده ۱۱ آوریل ۱۹۵۳) بازیگر آمریکایی است.
از فیلم‌های معروف او می‌توان به بازی در فیلم روبی کایرو اشاره کرد.